# 1993年タジキスタン航空Yak-40離陸失敗事故
1993年タジキスタン航空Yak-40離陸失敗事故（1993ねんタジキスタンこうくうYak-40りりくしっぱいじこ）は、1993年8月28日に発生した航空事故である。ホログ空港からドゥシャンベ空港へ向かう予定であったタジキスタン航空のヤコヴレフ Yak-40がホログ空港からの離陸に失敗し、乗員乗客86人中82人が死亡した。

## 事故機
事故機のヤコヴレフ Yak-40（EY-87995）は製造番号	9541944として製造されて1975年に初飛行した機体で、エンジンはイーウチェンコ AI-25を搭載していた。

## 事故の経緯
事故機は事故当日の朝にドゥシャンベからホログに到着した。当時、タジキスタン国内ではタジキスタン内戦が勃発しており、ホログ自体が過激派に占領されていたため、ホログ空港には数百人の難民が集まっていた。事故機が着陸すると過激派は武器で脅して乗客全員を同機から降ろし、自分たちの判断で再び機内に搭乗させ始めた。事故機のYak-40は28人乗りであったものの、最終的に同機には子供14人を含む計81人の乗客が搭乗することとなった。こうして事故機は過積載状態となったため乗務員は当初離陸を拒否したが、過激派に離陸しなければ処刑すると脅されたため同意せざるを得なかった。
事故機は1,629メートル離陸滑走した後に前脚が地面から離れたが、同機が離陸することはなく滑走路を飛び出し、滑走路端から150メートル進んだ地点で左主脚が土手に衝突した。続いて右主脚もさらに60メートル先のトーチカに衝突し、最終的にパンジ川に落下した。

## その後
事故現場で生存者6人（乗員2人・乗客4人）が発見されたが、2人の乗員は後に病院で死亡し、事故による最終的な死者は82人となった。この事故はタジキスタンで発生した事故として、またYak-40による事故としても死者数が最多の事故となっている。
本事故後、内戦が終わるまでホログへの旅客便の運航は停止された。